# Þorsteinn H. Halldórsson
Þorsteinn H. Halldórsson (* 7. Januar 1968 in Island) ist ein isländischer Fußballtrainer und ehemaliger Fußballspieler. Seit 2021 trainiert er die Isländische Fußballnationalmannschaft der Frauen.

## Karriere

### Spieler
Þorsteinn Halldórsson spielte in seiner Jugend bei Þróttur Neskaupstað, ehe er seine Karriere 1986 bei KR Reykjavík begann. Zudem spielte er zwischenzeitlich für die isländische U-19-Mannschaft und U-21-Mannschaft. Im Jahr 1992 wechselte er von KR Reykjavík zu FH Hafnarfjörður, ehe er ab 1996 für Þróttur Reykjavík spielte. Mit dem Verein gewann er auch die 1. deild karla 1997. 2000 spielte er mehrere Monate lang für Valur Reykjavík und später HK Kópavogur, ehe er seine aktive Karriere beendete.

### Trainer
Þorsteinn Halldórsson war ab Oktober 2014 Trainer der Frauenmannschaft von Breiðablik Kópavogur. Zusammen mit seiner Mannschaft gewann er die isländische Meisterschaft 2015, 2018 und 2020, den isländischen Fußballpokal 2016 und 2018 sowie den isländischen Fußball-Supercup 2016, 2017 und 2019. Anfang 2021 übernahm er als Nachfolger von Jón Þór Hauksson das Amt des Trainers der Isländischen Frauennationalmannschaft. Im Sommer 2022 wurde sein Vertrag bis 2026 verlängert. Bei der Fußball-Europameisterschaft der Frauen 2022 erzielte Island in allen drei Gruppenspielen ein Unentschieden und schied als Drittplatzierter der Gruppe D aus.
Sein Sohn, Jón Dagur Þorsteinsson ist ebenfalls Fußballprofi und seit August 2024 bei Hertha BSC unter Vertrag. Zudem spielt er in der Isländischen Fußballnationalmannschaft.